# Transport Tycoon
Transport Tycoon er et computerspil udgivet i 1994 og designet af Chris Sawyer. Spillet handler om at opbygge og ekspandere et transportfirma i konkurrence med andre selskaber, og lader spilleren arbejde med køretøjer, toge, fly og skibe i bestræbelserne på succes. En såkaldt Deluxe-udgave er også udgivet, og en tredjepart har udviklet spillet som et open source-projekt, kaldt OpenTTD. OpenTTD kan blandt afvikles i nyere udgaver af Microsoft Windows, og understøtter foruden en række udvidelser, også multiplayer over både LAN og internet.

## Overblik
For at opbygge sit firma, må spilleren starte transportruter i nærheden af fabrikker og/eller byer. Man kan transportere bl.a.
- Kul
- Olie
- Stål
- Korn

Og naturligvis en lang række andre varer. Varerne kan transporteres med lastbiler, tog, fly eller skibe. Man kan også transportere passagerer. Ved at bygge disse ruter, med de mest effektive midler og på de mest effektive steder, skal man skrabe så mange penge sammen som muligt og få sit firma til at vokse.
Gennem spillet får man nye ting, efterhånden som teknologien i spillet udvikler sig. Spillet starter omkring 1950 og det er muligt at spille selv efter år 2000, og det kan forekomme underholdende, at se hvordan et gammelt scenarie ændrer til sig til et fremtidsscenarie.

## Transport Tycoon Deluxe
Transport Tycoon Deluxe er en udvidelse til computerspillet Transport Tycoon. Med udvidelsen kan man bl.a. spille i en række nye scenarier. Transport Tycoon Deluxe blev udgivet i 1995.

## Open Transport Tycoon Deluxe (OpenTTD)
OpenTTD er en open-source videreudvikling af Transport Tycoon Deluxe. 

At spillet er blevet gjort "open-source", betyder at alle kan se og redigere i spilkoden, og at spillet hermed ikke kan licenseres eller på anden måde tjenes penge på. 
 Den første betaversion udkom i 2004, og passerede i 2010 version 1.0. Al grafik og lyd fra originalen er blevet skiftet ud med hjemmelavede udgaver. 
Derfor behøver man ikke længere at have det gamle spil for at indlæse grafik, lyd, mv; men kan downloade OpenTTD direkte fra hjemmesiden, og spille det med det samme. 
Windows XP, Vista og 7 er understøttet af spillet.
Der findes utallige forbedringer i dette spil-remake. 

For mere information kan man læse den dedikerede artikel: OpenTTD
| computerspil | Spire Denne computerspilsrelaterede artikel er en spire som bør udbygges. Du er velkommen til at hjælpe Wikipedia ved at udvide den. |